# Plagiobothrys uncinatus
Plagiobothrys uncinatus är en strävbladig växtart som beskrevs av Howell. Plagiobothrys uncinatus ingår i släktet tiggarstavar, och familjen strävbladiga växter. Inga underarter finns listade i Catalogue of Life.